# Guillermo Mohr
Guillermo José Mohr (1879 - 1976) fue un militar argentino que llegó a inspector general del Ejército.

## Biografía
Fue subjefe del Estado Mayor del Ejército, director de la Escuela Superior de Guerra, comandante de la 1.ª División de Ejército e inspector general del Ejército desde 1937 hasta 1941.
También fue presidente del Tribunal Superior de Honor y jefe de la Misión Militar en Paraguay y después en Estados Unidos como invitado en la Academia Militar de los Estados Unidos. Alcanzó el grado de general de división en 1935.